# アイラブみー
『アイラブみー』（ローマ字表記: airabume）は、NHK Eテレで2022年3月29日から放送されているテレビアニメ、または幼児を対象にした教育番組。

## 概要
小さい子供が心やからだなどの疑問に持つ自分探求をアニメで例えている。番組の監修を務めている東京大学の汐見稔幸は「これからの時代、価値観が多様化し、グローバリゼーションが進む中で、道しるべとなる「確かなもの」がよくわからなくなります。だからこそ一層自分を知り、流されない生き方を探ることが必要になるのです。その追求は幼児期からはじめるべきでしょう。」とコメントしている。
2022年3月29日に特番として3回NHKEテレで放送された。その後、好評を博し2022年10月25日から2023年1月まで月に二度のペースで新作を放送していた。2022年にはグッドデザイン賞を受賞した。2023年3月、NHKEテレでレギュラー化することが発表された。これを記念して27日〜29日に新作が放送された。2025年現在は現在は毎週水曜日 15:45 - 15:55 (JST)に放送されている。

## 出演
- 満島ひかり[1]

## スタッフ
- 脚本 - 竹村武司
- オープニングテーマ・挿入歌 - ハンバート ハンバート
- クリエイティブディレクション - 古屋遙
- ロゴ・キャラクターデザイン - obak
- グラフィックデザイン - 田部井美奈
- アニメーションディレクター - 髙橋龍之介
- 音楽 - DJ Codomo
- アニメーション - ODDJOB Inc.
- 制作 - NHKエデュケーショナル

### 番組監修
- 池田裕一（昭和大学）小児科
- 遠藤利彦（東京大学大学院）発達心理学
- 北山ひと美（和光小学校・和光幼稚園）性教育
- 酒井厚（東京都立大学）発達心理学
- 汐見稔幸（東京大学）教育学・教育人間学・育児学
- 田中俊之（大妻女子大学）ジェンダー論・男性学
- 馬場一憲（埼玉医科大学総合医療センター）産婦人科
- 藤原清香（東京大学）リハビリテーション医学・小児義肢
- 細田直哉（国立市幼児教育センター）生態心理学
- 渡辺大輔（埼玉大学）教育学・セクシュアリティ教育

## 各話リスト
| 話数 | タイトル                                             | 初回放送日     |
| ---- | ---------------------------------------------------- | -------------- |
| 1    | なんでパンツをはいてるんだろう?                      | 2022年3月29日  |
| 2    | くすぐられるのが、じつはキライ?                      | 2022年3月29日  |
| 3    | ゲジゲジが好きってヘン?                              | 2022年3月30日  |
| 4    | なんでおねしょしちゃうんだろう?                      | 2022年10月25日 |
| 5    | はやいのがイチバン!...じゃないの?                    | 2022年11月15日 |
| 6    | みんなのかぞくはどんなかぞく?                        | 2022年11月22日 |
| 7    | ママはみーのことわすれてないかな?                    | 2022年12月20日 |
| 8    | みどりのクレヨン、なんでつかってくれないの?          | 2022年12月27日 |
| 9    | イライラしたときどうすればいいの?                    | 2023年1月17日  |
| 10   | みーのめは なんでちいさいんだろう?                   | 2023年3月27日  |
| 11   | しんじゃったら、もうあえないの?                      | 2023年3月28日  |
| 12   | だいすきなともだちのことばで なんでくるしいんだろう? | 2023年3月29日  |
| 13   | みんながたのしいルールって どんなルール?             | 2023年7月26日  |
| 14   | おじさんがピンクって ヘンじゃない?                   | 2023年8月2日   |
| 15   | ママにギューされるの きょうはちょっと...             | 2023年8月9日   |
| 16   | このイライラは どこからきたんだろう?                 | 2023年9月13日  |
| 17   | そんなことが はずかしいの?                           | 2023年9月20日  |
| 18   | ふつうのパパって どんなパパ?                         | 2023年9月27日  |
| 19   | うまれたことってなんですごいの?                      | 2024年3月26日  |
| 20   | としうえだし、そんなこといえないよ                   | 2024年3月26日  |
| 21   | よくわかんないけど、なんかヘン...?                   | 2024年3月28日  |
| 22   | みーなのに みーのことがわからない                    | 2024年6月26日  |
| 23   | からだのなかにいきものがいる!?                       | 2024年7月3日   |
| 24   | なんであやまりたくないんだろう?                      | 2024年7月10日  |
| 25   | ともだちにきいたはなし、なんではなしちゃいけないの?  | 2024年10月2日  |
| 26   | なんでしってるふりをしちゃうんだろう?                | 2024年10月9日  |
| 27   | みーなんて、いなくていいのに                         | 2024年10月16日 |
| 28   | いつもとちがうけど だいじょうぶ                      | 2025年1月8日   |
| 29   | うまく ことばにできないんだけど...                   | 2025年1月15日  |
| 30   | なんで はだかになっちゃダメなの?                     | 2025年1月22日  |
| 31   | なまえで よんでほしいなあ                            | 2025年3月12日  |
| 32   | しっぱいしたら はずかしい                            | 2025年3月25日  |
| 33   | いいひとそうだけど なんかこわい                      | 2025年3月26日  |
| 34   | いっしょにあそばないなんて、ヘンなの!                | 2025年5月10日  |
| 35   | ヤダヤダヤダヤダヤダヤダヤダー!                      | 2025年5月17日  |
| 36   | かわいそうっていったら ダメなの?                     | 2025年5月24日  |

## 受賞歴
- 2022年度グッドデザイン賞受賞